# Jens Puschke
Jens Puschke (* 1975 in Berlin) ist ein deutscher Rechtswissenschaftler und Hochschullehrer an der Philipps-Universität Marburg.

## Leben
Puschke studierte von 1996 bis zu seinem Ersten Juristischen Staatsexamen 2001 Rechtswissenschaften an der Humboldt-Universität zu Berlin. Anschließend erwarb er 2002 an der Universität London nach einem einjährigen Studium den Titel Master of Laws. Nach seiner Rückkehr nach Deutschland arbeitete er bis 2006 als wissenschaftlicher Mitarbeiter von Ulrich Eisenberg am Lehrstuhl für Kriminologie, Jugendstrafrecht und Strafvollzug an der Freien Universität Berlin. Dort promovierte Puschke 2005 zum Dr. iur. Nach dem anschließenden Referendariat am Kammergericht Berlin legte er 2007 sein Zweites Staatsexamen ab. In der Folge war er als wissenschaftlicher Mitarbeiter, später als akademischer Rat am Institut für Kriminologie und Wirtschaftsstrafrecht der Universität Freiburg tätig. Dort vollendete er unter Betreuung von Roland Hefendehl 2015 sein Habilitationsverfahren und erhielt die Venia legendi für die Fächer Strafrecht, Strafprozessrecht, Kriminologie, Jugendstrafrecht und Strafvollzug.
Es folgten für Puschke zwischen 2014 und 2016 Lehrstuhlvertretungen an den Universitäten Freiburg und Marburg. Seit dem Sommersemester 2016 hat er den ordentlichen Lehrstuhl für Strafrecht und Strafprozessrecht an der Universität Marburg inne.
Puschke war von 2009 bis 2013 im Bundesvorstand der Humanistischen Union.

## Werke (Auswahl)
Puschkes Forschungsschwerpunkte liegen vor allem im Strafvollzug und der Strafvollstreckung. Im Bereich des formellen und materiellen Strafrecht konzentriert sich sein Werk auf Tatbestände des sogenannten Terrorismusstrafrechts und der Cyberkriminalität.
- Die kumulative Anordnung von Informationsbeschaffungsmaßnahmen im Rahmen der Strafverfolgung. Duncker & Humblot, Berlin 2006, ISBN 978-3-428-12021-5 (Dissertation).
- Strafvollzug in Deutschland: Strukturelle Defizite, Reformbedarf und Alternativen. BWV, Berlin 2011, ISBN 978-3-8305-1918-8 (als Herausgeber).
- Legitimation, Grenzen und Dogmatik von Vorbereitungstatbeständen. Mohr Siebeck, Tübingen 2017, ISBN 978-3-16-154710-2 (Habilitationsschrift).